# Nesolestes albicolor
Nesolestes albicolor är en trollsländeart som beskrevs av Fraser 1955. Nesolestes albicolor ingår i släktet Nesolestes och familjen Megapodagrionidae. Inga underarter finns listade i Catalogue of Life.